# Brantenbergska huset
Brantenbergska huset är en borgargård i kvarteret Kronan Större vid Hamngatan 6 i Åmål. Byggnaden, som uppfördes år 1846, är byggnadsminne sedan den 17 april 1978.

## Historia
Kvarteret Kronan Större anlades vid stadens grundande på 1640-talet. Det kom att indelas i femton icke genomgående tomter. Efter 1777 års brand, som helt ödelade kvarteret, upprättades en ny tomtordning, där endast hörntomterna fick bebyggas medan mellanliggande partier skulle hållas öppna. Denna kvartersindelning, som skulle motverka förödande eldsvådor, kan till vissa delar ännu skönjas. Kvarteret är numera indelat i sju tomter, vilka alla är bebyggda.
Brantenbergska huset är uppfört 1846 i två plan av timmer. Byggnaden är ursprungligen uppförd som privatbostad av färgaren Robert Brantenberg men har senare inrymt magasin och kontor. Under åren 1892–1901 inrymde huset A.G. Rålins Orgel- & Pianofabrik, varefter den flyttade till en intilliggande tegelbyggnad. Det byggdes om till privatbostäder år 1982. Byggnaden ägs av Åmåls kommunfastigheter AB.

## Beskrivning
Brantenbergska huset ligger i stadsdelen Plantaget i nordöstra hörnet av kvarteret Kronan Större, med långsidan mot Hamngatan och gaveln mot Rålinsgatan (före detta  Plantagegatan). Byggnadsminnet omfattar ett tvåvånings timmerhus i två våningar med gulmålad panel och skiffertäckt sadeltak. Huset står på tomten Kronan Större 8 som avstyckats från den större fastigheten Kronan Större 5, vilka tillsammans utgör byggnadsminnets skyddsområde. Fastigheten var tidigare bebyggd med ett gathus längs Plantagegatan samt gårdshus längs den västra tomtgränsen. Dessa byggnader är rivna och ersattes i slutet av 1980-talet med ett större trevånings flerbostadshus med gulmålad träpanel längs Plantagegatan hopbyggt på mitten med ett tvåvånings bostadshus i vinkel in mot gården, även detta klätt med gulmålad panel. Båda husen har tegeltäckta sadeltak. En ny gårdslänga med tegeltäckt pulpettak och gulmålad träpanel har uppförts längs den sydvästra tomtgränsen bestående av en carport närmast Hamngatan hopbyggd med en servicebyggnad med tvättstuga och pannrum för bergvärme längre in på gården.
Byggnaden står på en sockel av grovhuggen granit och är uppförd av timmer i två våningar. Fasaderna har gulmålad lockpanel av smala brädor samt vitmålade, pilasterliknande knutlådor som tillsammans med takfotens listverk sätter en lätt klassicistisk prägel på huset. Pilastrarna har i enlighet med bruket i Västsverige påspikade lockbrädor vilket bidrar till att minska deras massivitet. Den profilerade taklisten avslutas vid gavlarna, ovan knutlådorna, som rikt utbildade kapitäl. Mellan kapitälen löper vid gavlarna tvärgående våningsband. Sadeltaket är täckt med skiffer. Huvudentrén vetter mot Hamngatan där en trappa av granit leder upp till en gråmålad parspegeldörr med två fyllningar av trä nedtill samt en delvis glasad fyllning upptill, träfälten har urfrästa dekorationer. Mot gården finns en enklare entré med lågt placerade parspegeldörrar i samma kulör. Ytterdörrarna är asymmetriskt placerade på husets långsidor då huset har sexdelad plan som förlängts mot nordost. Huset har gråmålade tvåluftsfönster med tre rutor i varje båge och karm med utskjutande överstycken.